# Peter Carey (cầu thủ bóng đá Anh)
Peter Richard Carey (sinh ngày 14 tháng 4 năm 1933 ở Barking, Essex, Anh), là một cầu thủ bóng đá người Anh thi đấu ở vị trí hậu vệ trái ở Football League. Sau đó ông dẫn dắt Barking từ tháng 1 năm 1982 cho đến tháng 12 năm 1983. Vào tháng 3 năm 2011, ông sinh sống ở Brentwood, Essex.